# Sroka (zwyczajna)
Sroka (zwyczajna), sroka pospolita (Pica pica) – gatunek średniej wielkości ptaka z rodziny krukowatych (Corvidae), zamieszkujący Eurazję. Nie jest zagrożony.

## Występowanie
Sroka zamieszkuje całą Europę (oprócz obszarów wysokogórskich, niektórych wysp na Morzu Śródziemnym i Islandii), dużą część Azji (z wyjątkiem terenów wysuniętych najdalej na północ i południe oraz pustyń). Izolowana populacja występuje na Kamczatce w Rosji.
W Polsce szeroko rozpowszechniony, jeden z najlepiej znanych ptaków, dość częsty ptak lęgowy na nizinach. Najbardziej powszechna na ziemi lubuskiej i w środkowej części Małopolski. Najrzadziej spotykana na Mazurach – tu mała liczebność srok związana jest z dużą lesistością obszarów. W górach na południu Polski sroka dolatuje do wysokości tylko 800 m n.p.m., ale populacje srok częstsze są jedynie w Karpatach. Najwięcej srok jest w śródmieściach miast i okolicach miast, gdzie czują się bezpiecznie – w Warszawie naliczono 3500 par lęgowych (to siódmy pod względem liczebności ptak lęgowy w Warszawie). Ściśle osiadły, nie podejmuje wędrówek (tylko niektóre sroki mogą poza lęgami wędrować). Zimowiska srok ulokowane są na obszarach lęgowych. Bardzo rzadkim widokiem w Polsce są przelatujące stada srok.

### Podgatunki
Międzynarodowy Komitet Ornitologiczny wyróżnia obecnie (2020) następujące podgatunki, zamieszkujące odpowiednio:
- Pica pica fennorum – północną część Półwyspu Skandynawskiego, Finlandię, kraje bałtyckie oraz północno-zachodnią Rosję
- Pica pica pica – Wyspy Brytyjskie i południową część Półwyspu Skandynawskiego na wschód po Europę Wschodnią oraz na południe po Morze Śródziemne (w tym niektóre wyspy) i Azję Mniejszą
- Pica pica melanotos – Półwysep Iberyjski
- Pica pica bactriana – środkową Rosję po Iran, skrajnie północne Indie i Mongolię, oraz zachodnią i południową Syberię
- Pica pica leucoptera – południowo-wschodnią Syberię, Mongolię i północno-wschodnie Chiny
- Pica pica camtschatica – izolowana populacja na Kamczatce

Opisano też wiele innych podgatunków, które uznano później za formy przejściowe i traktuje się obecnie jako synonimy, np. podgatunek hemileucoptera uznano za synonim P. p. bactriana.
W starszych ujęciach systematycznych do P. pica zaliczano kilka taksonów klasyfikowanych obecnie jako odrębne gatunki:
- P. mauritanica (sroka gołooka) – północno-zachodnia Afryka
- P. asirensis (sroka arabska) – południowo-zachodnia Arabia Saudyjska
- P. bottanensis (sroka tybetańska) – środkowy Bhutan i zachodnio-środkowe Chiny
- P. serica (sroka chińska) – południowo-wschodnia Rosja i Mjanma do wschodnich Chin, Tajwanu i północnych Indochin

Jeszcze dawniej za podgatunek sroki uznawano srokę czarnodziobą z Ameryki Północnej.

## Środowisko
Sroka pierwotnie zamieszkiwała tylko nadrzeczne zarośla, szczególnie kolczaste zakrzewienia głogu, obrzeża lasów i bardzo małe, młode drzewostany z domieszką olchy, wierzby, osiki i brzozy. Obecnie występuje często również w krajobrazie rolniczym – na polach i łąkach z kępami drzew i krzewów, w sadach i ogrodach niedaleko osiedli ludzkich, w parkach, na wsiach i w niektórych dzielnicach miast i zadrzewieniach w dolinach rzek. Coraz częściej spotykana również w dużych miastach. Sroka szuka zatem miejsc, gdzie znajdzie wystarczającą liczbę kryjówek, ale i nisko porośniętych albo całkowicie pozbawionych wyższych roślin obszarów, w tym o stepowym charakterze. Nie przeszkadza jej bezpośrednia obecność ludzi, toteż można ją zobaczyć na mało zadrzewionych ulicach w śródmieściach miast. Unika natomiast zwartych lasów, rozległych otwartych terenów bez krzewów i drzew oraz dużych wzniesień.
W miastach w Polsce zaczęła się pojawiać w latach 70. XX wieku (wcześniej omijała ludzkie osiedla). Na początku gniazdowała tylko na niedostępnych i dużych drzewach. Stopniowo, gdy nisza ta ulegała wysycaniu, zaczęła swoje lęgi wyprowadzać w niskich zakrzaczeniach. Proces zasiedlania miast przez srokę postępował od zachodu Polski i kierował się ku wschodowi kraju. Wraz ze wzrostem liczby srok w miastach notuje się spadek, w niektórych miejscach w Polsce bardzo duży, srok zamieszkujących wsie. W niektórych miastach w Polsce prowadzi się zabiegi ograniczające zbyt duży rozród srok, ponieważ kradną one lęgi kosów i drozdów, które bardziej są pożądane w miejskich parkach i ogrodach.

## Morfologia

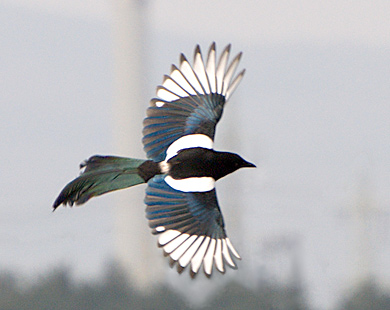
Sroka w locie

Ptak o smukłej sylwetce z długim ogonem i charakterystycznym czarno-białym upierzeniu. Obie płci ubarwione jednakowo, ale samiec jest zwykle nieco większy i cięższy od samicy, ma dłuższy ogon. Bardzo długi, zaostrzony ogon z piórami o stopniowanej długości (środkowe sterówki najdłuższe, skrajne – krótsze). Pomimo swej długości ogon nie przeszkadza ptakowi w przemykaniu pomiędzy gęstymi krzaczastymi zaroślami. Głowa, dziób, gardziel, skrzydła, tył ciała i ogon ciemnoczarny, odcinający się jaskrawo od pozostałych, białych części ciała: brzucha, boków i barkówek. Tęczówki ciemnobrązowe. Czarne pióra mają metaliczny połysk: na skrzydłach najwyraźniejszy, zielonogranatowy; na ogonie zielonobrązowy, na wierzchu głowy zielony, a na grzbiecie i pozostałej części głowy szkarłatny. Dziób i nogi czarne. Pisklęta sroki podobne do dorosłych srok, ale ich upierzenie mniej błyszczy, a ogon jest krótszy. Wyjątkowe u krukowatych, nie w pełni czarne, kontrastowe upierzenie sprawia, że w terenie nawet z daleka łatwo jest zobaczyć srokę. Pod względem wielkości sroka jest ptakiem mniejszym od wrony i dorównuje gołębiowi.

### Wymiary
- długość ciała: ok. 40–48 cm, w tym długość ogona ok. 20–30 cm
  - długość czaszki: 65–75 mm, w tym dzioba 34–42 mm[9].
  - długość skoku: 47–53 mm[10]
- rozpiętość skrzydeł: ok. 52–60 cm
  - długość skrzydła: u samca 187–200 mm, u samic 173–190 mm[10]
- masa ciała: ok. 180–230 g

## Zachowanie

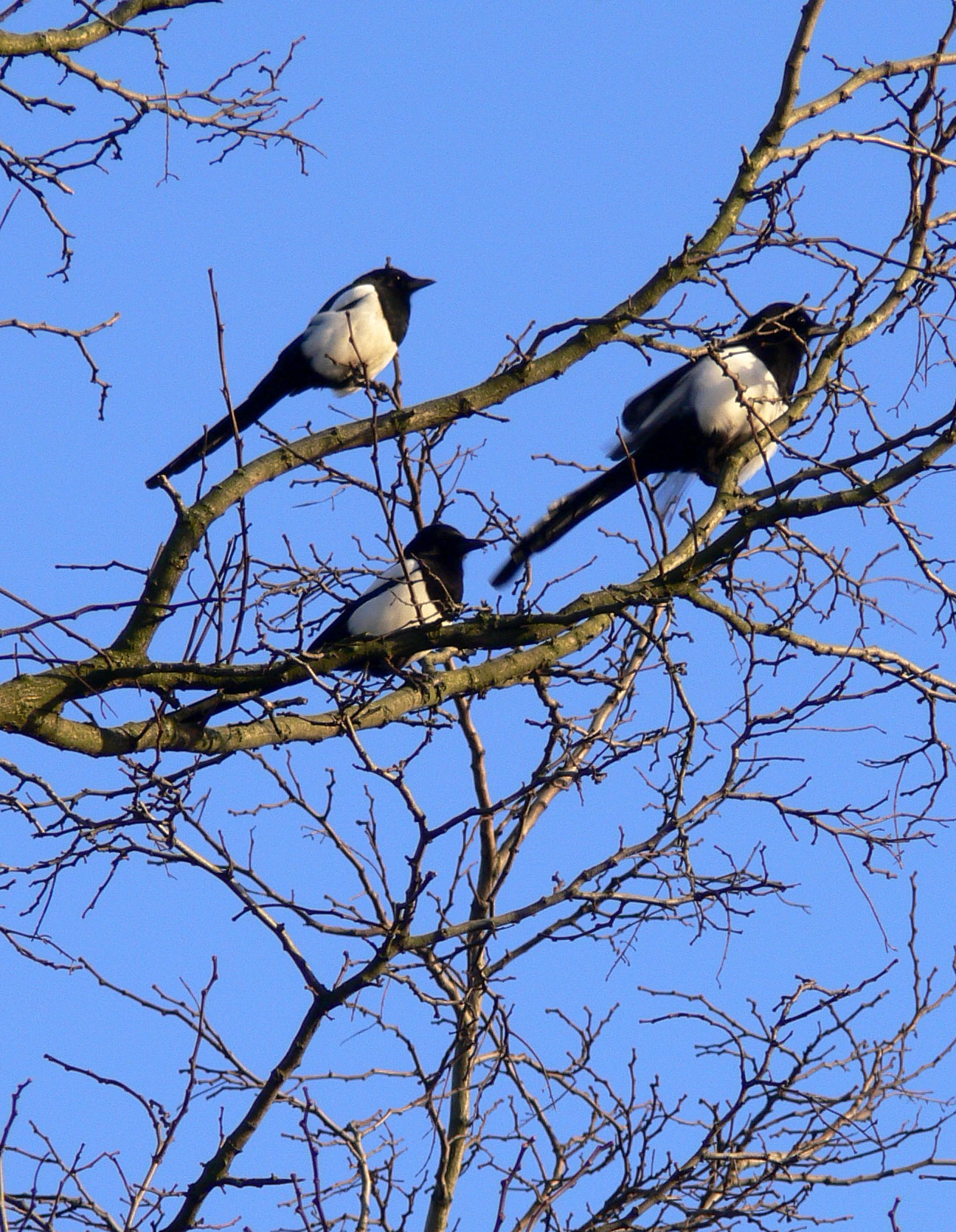
Sroki są towarzyskimi ptakami skupiającymi się w liczne stada

Ptak towarzyski, poza sezonem lęgowym zbiera się na noclegowiskach w stadach liczących kilkadziesiąt lub nawet kilkaset osobników. Lot prostoliniowy, uderza skrzydłami szybko, głęboko i równo.
W falistym locie widoczne rozłożone lotki pierwszorzędowe, które są białe z czarnymi lamówkami. W powietrzu wygląda jakby miała trudności z lotem, tzn. na przemian wykonuje parę gwałtownych ruchów skrzydłami, po czym parę razy uderza nimi wolniej. Gdy znajduje się na gałęzi lub ziemi, szybko podskakuje, a gdy jej ruchy są wolniejsze, głośno skrzeczy. Podobnie jak innych przedstawicieli rodziny krukowatych, srokę uważa się za jednego z inteligentniejszych ptaków. Ostatnie badania wykazały, że wbrew powszechnej opinii, sroki nie wykazują zainteresowania przedmiotami błyszczącymi, lecz wręcz ich unikają.
Jest jedynym gatunkiem spoza gromady ssaków, który zdał test lustra (wskaźnik samoświadomości).
Sroka to ptak bardzo ruchliwy i hałaśliwy, chociaż zarazem ostrożny i zachowujący czujność. Wrodzony spryt pozwolił srokom znaleźć się na obszarach rolniczych silnie zmienionych przez ludzi w XX wieku. Mimo swojej wielkości sroka to ptak płochliwy i w zetknięciu z ludźmi odlatuje. Niektórzy badacze uważają nawet, że cała rodzina krukowatych na drodze swoich złych doświadczeń potrafi odróżnić zagrożenie ze strony myśliwego od człowieka bez strzelby, któremu pozwala zbliżyć się do siebie na mniejszy dystans. Na otwarte obszary sroka zapuszcza się po upewnieniu, że ludzie są dość daleko. Preferuje siadanie w miejscach osłoniętych drzewami albo krzewami.
Pierzenie dorosłych ptaków trwa od czerwca do października, u młodych tylko do września.

### Głos
Sroka najczęściej odzywa się okrzykami ostrzegawczymi – jest to głośne, szorstkie skrzeczenie, brzmiące jak „czak” albo „kek”, często wydawane w długich grzechoczących seriach. Śpiew u sroki słyszany rzadko – ochrypły, gardłowy i dość cichy.

## Pożywienie
Wszystkożerna, ale przeważa pożywienie pochodzenia zwierzęcego. Skład pożywienia sroki bardzo urozmaicony: od owadów i larw owadów (szczególnie lubi chrząszcze), pająków, robaków, dżdżownic, jaszczurek, żab i innych płazów, ślimaków i myszy oraz szczurów, po ziarno zbóż, nasiona chwastów, różne jagody i owoce, jaja i pisklęta ptaków (plądruje gniazda innych ptaków śpiewających i łownych), a nawet i małe kurczaki. Sroka żeruje przeważnie na ziemi w poszukiwaniu bezkręgowców. Chętnie zjada padlinę albo odpadki organiczne i znajdowane w kontenerach na śmieci. Tak jak u innych krukowatych skład diety uzależniony jest od pory roku i miejscowych zasobów.
Sroka swoich ofiar szuka zarówno na drzewach i krzewach, jak i na ziemi. W trakcie polowań chwyta i zabija swe ofiary dziobem. Poza tym potrafi łowić owady w locie. Jesienią i zimą częściej sięga po pożywienie roślinne albo łatwe łupy, jak odpadki albo martwe zwierzęta leśne, na przykład rozjechane na drogach. Żeruje przeważnie na ziemi, a bardzo rzadko na drzewach i krzewach.

## Okres lęgowy
Zaczyna się wcześnie, bo już w lutym i trwa do maja. Sroka wyprowadza jeden lęg w roku. Tworzy pary monogamiczne.

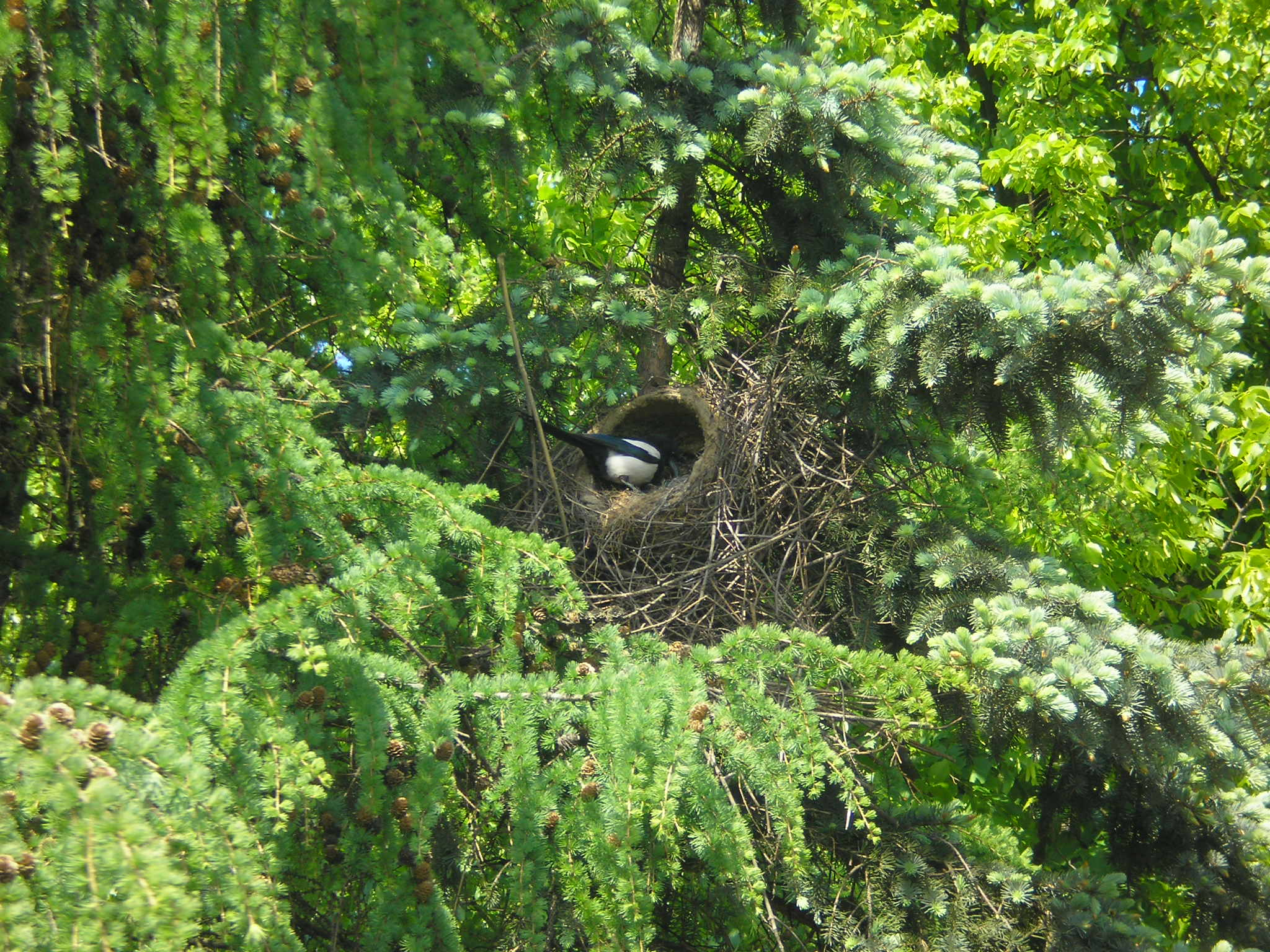
Gniazdo sroki

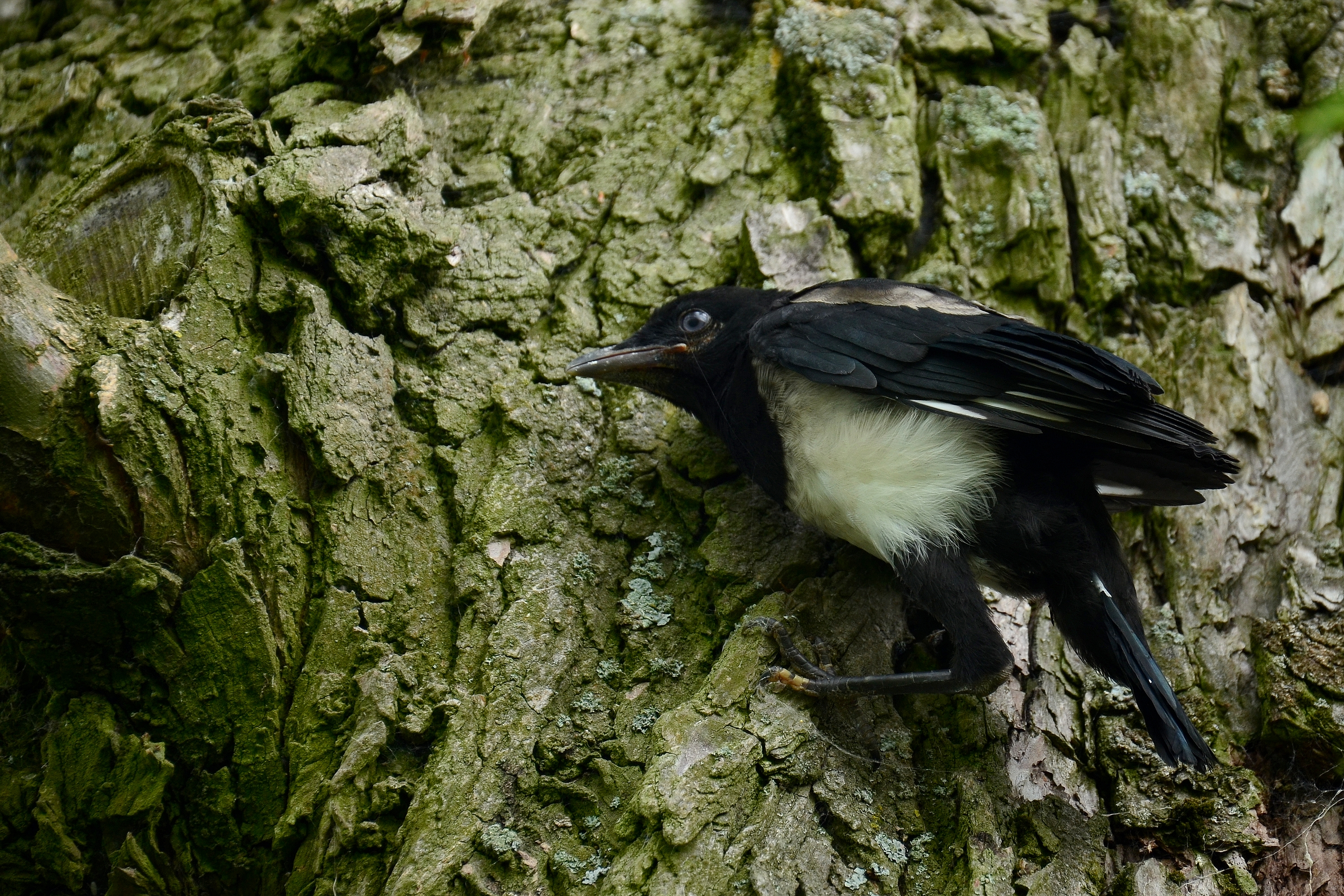
Pisklę sroki

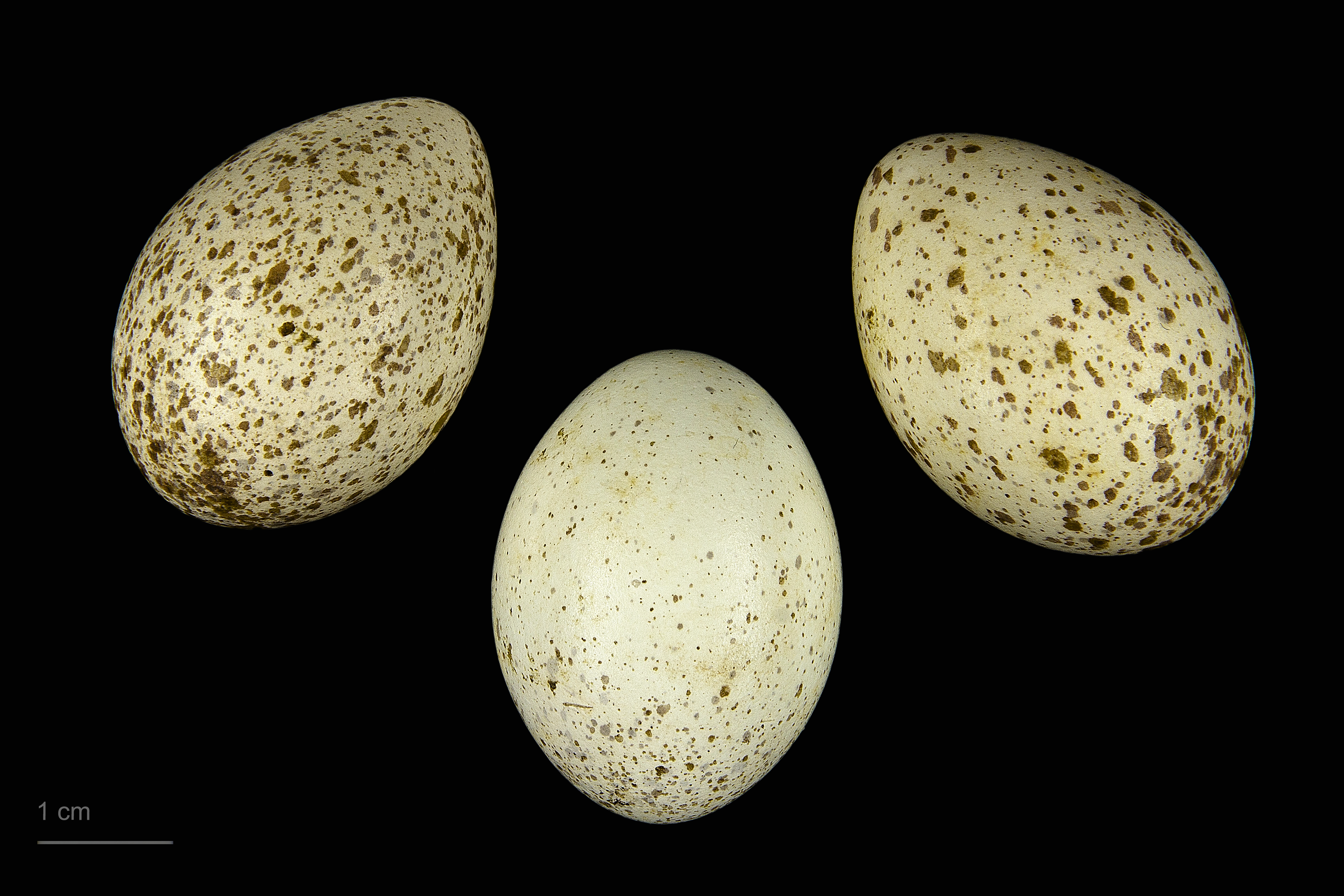
Jaja podgatunku P. p. pica z kolekcji muzealnej

### Gniazdo
Umieszczone przeważnie dość wysoko w wierzchołku, koronie drzewa albo też w środku wyższego krzewu, np. tarniny, krzaczastych zaroślach, na wysokości 3–6 metrów, najlepiej w dość odludnym miejscu. Gniazdo przykryte jest charakterystycznym sklepieniem (daszkiem) z luźno splecionych gałązek i z daleka robi wrażenie kuli. Żaden inny ptak występujący na terenie Polski nie buduje podobnego gniazda. Posiada ono dwa otwory wlotowe leżące naprzeciwko siebie. Wewnątrz znajduje się właściwe gniazdo ulepione z błota lub gliny zmieszanej z mocno splecionymi gałęziami, trawą, cierniami, liśćmi czy piórami. Wyścielenie stanowi trawa, korzenie, delikatne liście, sierść i pióra. W miastach znaleźć się w nim mogą także różne przedmioty, takie jak druty aluminiowe i inne odpadki. Konstrukcja osiąga okazałe rozmiary, choć jest tak dobrze zamaskowana, że widać ją dopiero jesienią po opadnięciu liści.
Jednakże obecnie ok. 1/4 par lęgowych buduje gniazda niezadaszone – prawdopodobnie są to ptaki młode, mało doświadczone.
Stare gniazda srok bywają chętnie wykorzystywane przez inne gatunki ptaków, głównie tych, które same nie budują gniazd, jak pustułki, kobuzy, uszatki.

### Jaja i wysiadywanie
W marcu i kwietniu samica składa od 4 do 7 jaj brązowo nakrapianych (gęściej na tępym końcu) o tle bladozielonym, niekiedy z niebieskim odcieniem, i średnich wymiarach 33×24 mm. Najczęstsze są lęgi złożone z 6 jaj. Wysiaduje je wyłącznie samica, od złożenia pierwszego jaja przez ok. 17–19 dni. Sroka wyjątkowo odważnie broni swojego lęgu.

### Pisklęta
Sroki są gniazdownikami. Pisklęta zaczynają widzieć po 5 dniach. Szybko przybierają na wadze i w wieku 18 dni ich masa nie odbiega już od masy osobników dorosłych (ok. 200 g). Opuszczają gniazdo po ok. 22–25 dniach. Z reguły dorastają najwyżej 3 młode, gdyż pozostałe giną z powodu pasożytów, chorób albo pożarte przez drapieżniki. Oboje rodziców karmi je owadami, dżdżownicami oraz drobnymi ptakami i w razie potrzeby broni potomstwa bardzo odważnie.

## Status i ochrona
IUCN uznaje srokę za gatunek najmniejszej troski (LC, Least Concern). W 2004 roku BirdLife International szacowało liczebność europejskiej populacji na 22,5–57 milionów osobników. Trend liczebności populacji oceniany jest jako stabilny.
W Polsce objęta ochroną gatunkową częściową. Na Czerwonej liście ptaków Polski została sklasyfikowana jako gatunek najmniejszej troski (LC). Według szacunków Monitoringu Pospolitych Ptaków Lęgowych, w latach 2013–2018 krajowa populacja lęgowa sroki liczyła 390–441 tysięcy par; trend liczebności tych ptaków w latach 2007–2018 uznano za stabilny.
Od lat 20. XX wieku liczebność srok w Polsce rośnie. Związane to było przede wszystkim z zaprzestaniem powszechnego wcześniej tępienia srok. Populacja srok w Polsce zmniejsza się na wsiach, co może być spowodowane wzrostem liczebności innych drapieżników: kruka, jastrzębia i kun. Natomiast coraz częściej w Polsce sroki zasiedlają miasta i osiedla ludzkie, przesuwa się również górna granica występowania srok w górach na południu Polski (dawniej około 500 m, a obecnie od 800 do 900 metrów).

## Sroka w kulturze

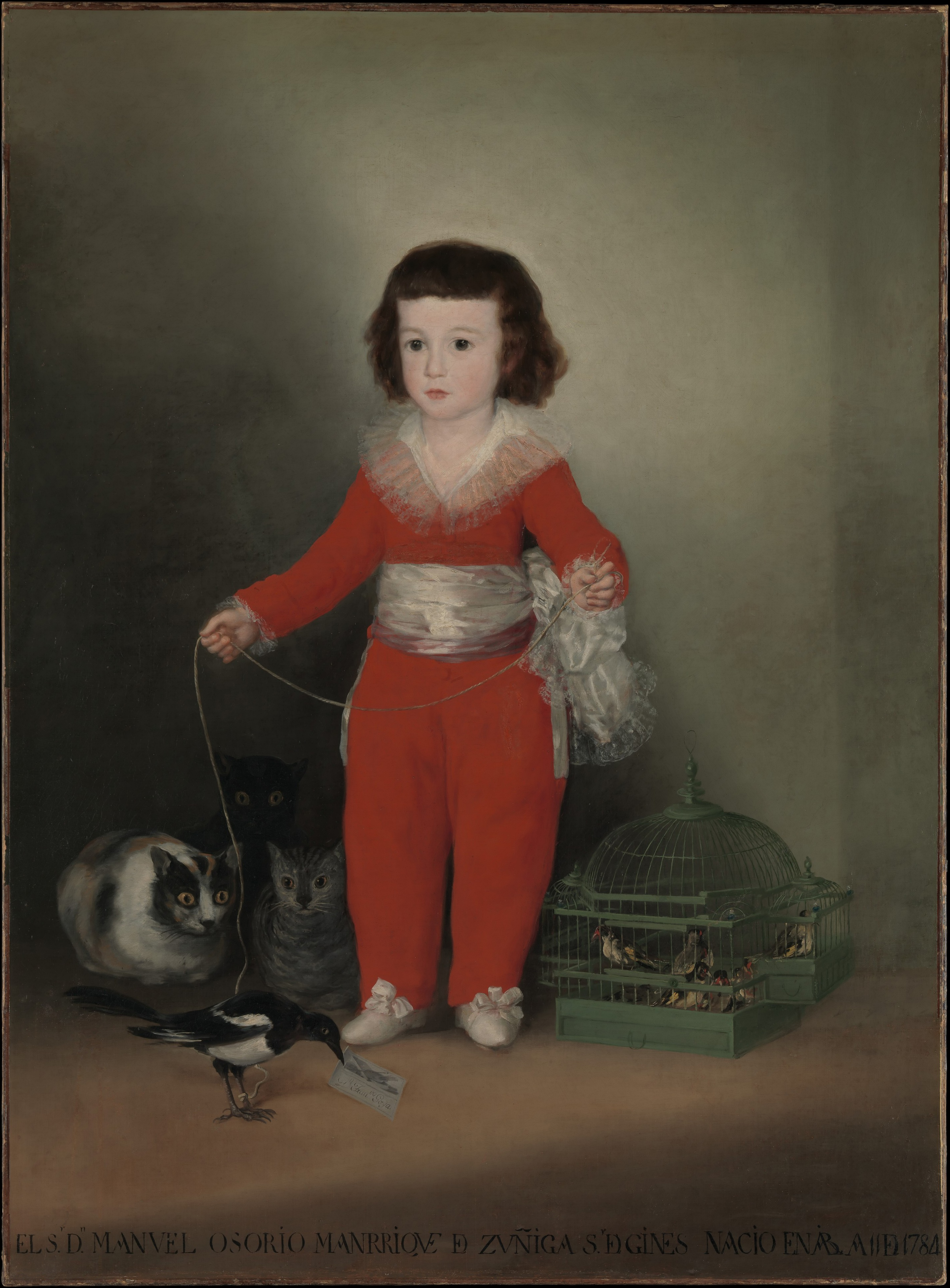
Francisco Goya, Manuel Osorio Manrique de Zúñiga (1784)

Przez wiele wieków srokę i sójkę uważano za ten sam gatunek. Arystoteles i Pliniusz Starszy określali srokę Pica varia longa cauda od końskiego ogona, a sójkę Pica varia (insignis) ze względu na barwne upierzenie. W 1758 roku Karol Linneusz nadał sroce łacińską nazwę Corvus pica.
Srokę kojarzono z gadatliwością, plotkarstwem, a przez wrodzoną ciekawość i zbieranie błyszczących przedmiotów (albo innych, które się wyróżniają) uważano ją za złodziejkę. W dodatku wiosną wypatruje jaj innych ptaków, które są jej przysmakiem. Zła opinia ludzi zostawiła swoje odbicie w nieprzychylnych powiedzeniach: „Gapić się jak sroka w kość (gnat)” albo „Wypaść sroce spod ogona”. Na zachodzie Europy srokę uważano za zły omen, zwiastun nieszczęścia, szczególnie gdy napotka się ją samą. W Wielkiej Brytanii sroka należała do ptaków objętych kultem i uważanych za prorocze. W Irlandii wierzono, że pukanie sroki w okno ostrzega przed zbliżającą się śmiercią. W Szkocji zabicie sroki oznaczało rychły koniec życia dla sprawcy. Na niektórych obszarach Wielkiej Brytanii krążył do XVIII wieku pogląd, że sroka przemienia się w mężczyznę. We Francji i Niemczech uważano, że ostrzega ona swych ludzkich współtowarzyszy o obecności w pobliżu lisów, wilków albo uzbrojonych złoczyńców.
Na świecie są jednak kraje, gdzie sroka wzbudza dobre skojarzenia. W Chinach uważana jest za symbol pomyślności małżeńskiej i radości. Jej wizerunkiem przyozdabia się tam lustra. Wynika to z przekonania, że podczas rozstania małżonków powinni oni rozbić lustro i każde z nich winno zabrać swoją połówkę – w przypadku zdrady jedna z nich ma zamieniać się w srokę i oznajmiać to drugiemu partnerowi. W Bengalu i innych stanach Indii dotychczas panuje zakaz zabijania sroki.
W operze G. Rossiniego La gazza ladra (Sroka złodziejka) przez srokę służąca zostaje oskarżona o kradzież i skazana na karę śmierci. Claude Monet na obrazie Sroka umieszcza ptaka siedzącego na furtce podczas srogiej zimy. Francisco Goya na portrecie syna hrabiego Altamira przedstawia go z oswojoną sroką. W wierszu Jana Brzechwy Sroka ptak słynie z rozpowiadania rzeczy nieprawdziwych: „Siedzi sroka na żerdzi i twierdzi, że cukier jest słony, że mrówka jest większa od wrony (...) Ale nikt tego wszystkiego nie słucha, bo wiadomo, że sroka jest kłamczucha”.